# 斯韋特雷 (加里寧格勒州)
54°40′39″N 20°7′54″E / 54.67750°N 20.13167°E
斯韋特雷 （俄语：Све́тлый）是俄羅斯加里寧格勒州西部的一個城市，位於加里寧格勒灣畔。距加里寧格勒以西30公里。2002年人口21,745人。
1640年開埠，1945年前屬德國，原稱Zimmerbude。1947年改名。

## 友好城市
- 波蘭肯琴
- 波蘭格但斯克新莊園
- 波蘭希維諾烏伊希切
- 白俄羅斯利达
- 瑞典卡爾斯港